# Kasper Nielsen
Kasper Nielsen (Hillerød, Danska, 9. lipnja 1975.) je danski rukometaš i nacionalni reprezentativac. Nielsen je većinu klupske karijere proveo igrajući u domovine te u njemačkom Flensburgu. Danas je Kasper Nielsen član Bjerringbro-Silkeborga.
Kao danski reprezentativac, Nielsen je osvojio dva europska naslova (2008. i 2012.) dok je na Svjetskom prvenstvu u Švedskoj 2011. bio srebrni. Nešto manji uspjeh je postignut na Olimpijadi u Pekingu 2008. gdje je Danska završila olimpijski turnir na sedmom mjestu.
S Danskom je 2013. godine osvojio srebro na svjetskom prvenstvu u Španjolskoj. Španjolska je u finalu doslovno ponizila Dansku pobijedivši s 35:19. Nikada nijedna momčad nije izgubila s toliko razlikom kao Danci čime je stvoren novi rekord u povijesti finala svjetskog rukometnog prvenstva.

## Vanjske poveznice
- Profil igrača  Arhivirana inačica izvorne stranice od 24. kolovoza 2011. (Wayback Machine)
- Nielsenova statistika